# Fool's Gold (film 1946)
Fool's Gold è un film del 1946 diretto da George Archainbaud.
È un western statunitense con William Boyd, Andy Clyde e Rand Brooks. Il personaggio principale, interpretato da Boyd, è Hopalong Cassidy, l'eroe del vecchio West nato da una serie di racconti brevi dall'autore Clarence E. Mulford e protagonista di oltre 60 film western e di una serie televisiva.

## Produzione
Il film, diretto da George Archainbaud su una sceneggiatura di Doris Schroeder, fu prodotto da Lewis J. Rachmil tramite la Hopalong Cassidy Productions e girato nelle Alabama Hills a Lone Pine e a Kernville, in California, dal 19 al 28 giugno.

## Distribuzione
Il film fu distribuito negli Stati Uniti dal 31 gennaio 1947 al cinema dalla United Artists.
Altre distribuzioni:
- in Svezia il 9 febbraio 1948 (Överfallet på guldtransporten)
- in Brasile (Rastilho de Pólvora)
- negli Stati Uniti (Twin Buttes)

## Promozione
Le tagline sono:
- William Boyd as "Hopalong Cassidy" in...
- Here Comes Hoppy !
- "HOPPY" RIDES THE OUTLAW TRAIL!... MATCHING BULLET FOR BULLET WITH RUTHLESS GUNMEN!
- The fightinest man in the West with two guns or two fists... HOPPY TO THE RESCUE!
- HERE COMES HOPPY... in a two-gun blazing fury to right a badman's wrong!
- HOPPY TO THE RESCUE!... outshootin', outfightin', outridin' the West's worst badmen!